# Berghem, Jönköpings kommun
Berghem är ett bostadsområde i Jönköpings kommun och län beläget i Skärstads socken öster om Bäckanäs och Skärstad och strax söder om Siringe.
År 1990 avgränsade SCB en småort i den södra delen av Berghem. Den hade då 53 invånare på 10 hektar. Från 2015 avgränsas här åter en småort, som dock avregistrerades 2020 då antalet boende understeg 50.